# Giuseppe D'Annibale
Pour les articles homonymes, voir Annibale.
Giuseppe D'Annibale (né le 22 septembre 1815 à Borbona dans le Latium, et mort le 17 juillet 1892 à Borbona) est un cardinal italien du XIXe siècle.

## Biographie
Giuseppe D'Annibale est chanoine à Rieti. Il est nommé évêque titulaire de Carystus (de) en 1881 et est consacré le 14 août de la même année par Raffaele Monaco La Valletta avec comme co-consécrateurs Giulio Lenti (pt) et François Marinelli. Il exerce diverses fonctions à la Congrégation de l'Inquisition et est chanoine de la basilique Saint-Pierre à Rome en 1885.
Le pape Léon XIII le crée cardinal lors du consistoire du 11 février 1889. Le cardinal D'Annibale est préfet de la Congrégation des indulgences et reliques.